# 北埔冷泉
24°39′47″N 121°04′21″E / 24.6629944°N 121.0724295°E

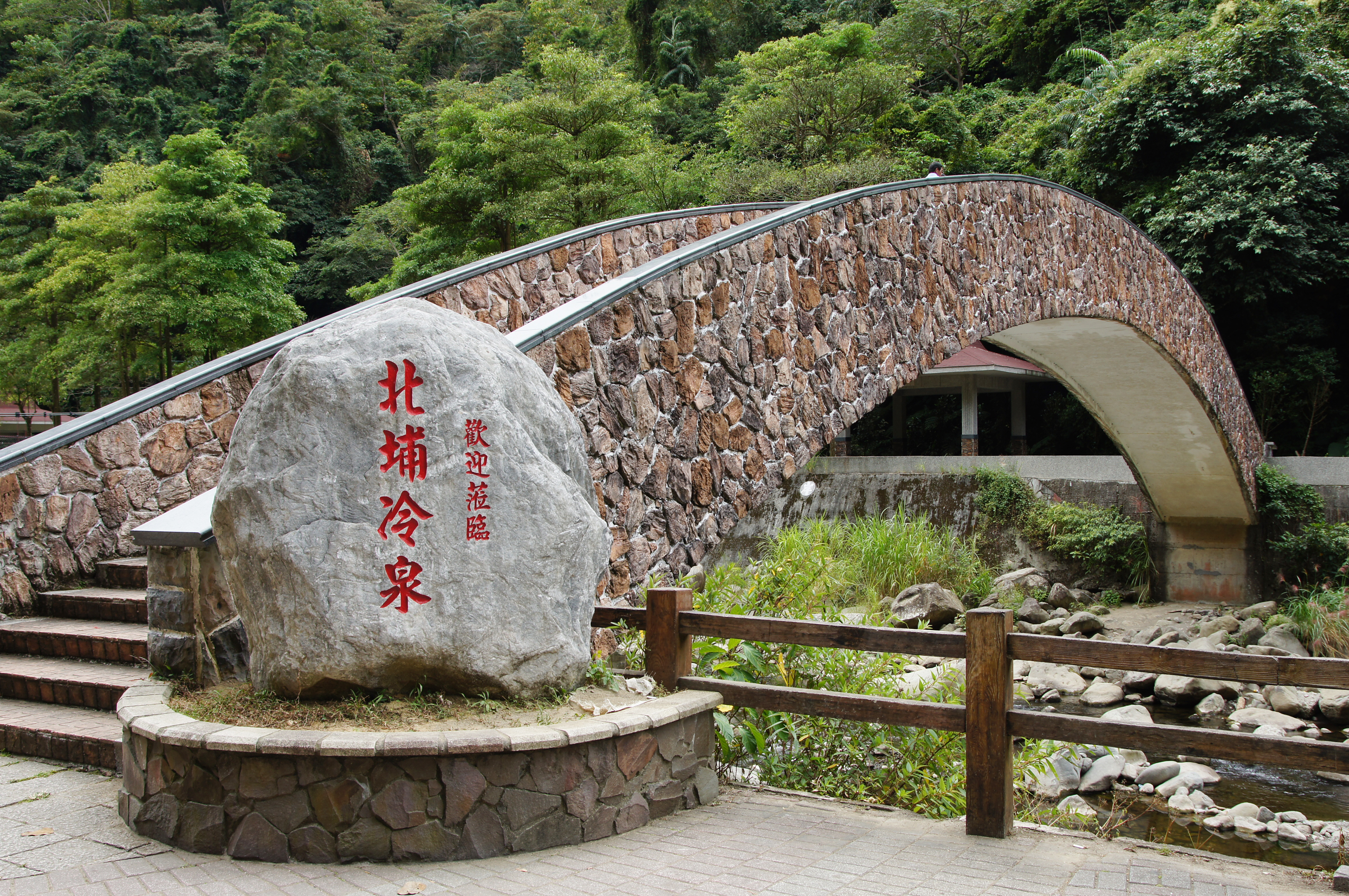
北埔冷泉

北埔冷泉位於臺灣新竹縣北埔鄉，分布於大坪溪上游，依地質分類屬於臺灣西部麓山帶的沉積岩溫泉。

## 泉質
北埔冷泉的水色清澈至淺黃色，可飲用，帶鹹味，冷泉池旁的告示牌標註夏季水溫約15℃，冬季約10℃。酸鹼值約pH7.1，含碳酸氫根離子約3337ppm，鈉離子約3134ppm，屬於中性碳酸氫鈉泉，泉水中同時含有硫磺成分，是碳酸-硫磺共生泉。

### 書籍
- 宋聖榮、劉佳玫，2003年，台灣的溫泉。遠足文化事業有限公司出版。ISBN 957-28031-7-4

### 網路來源
1. ↑  .   [2023-03-27]. （原始内容存档于2023-05-29）.
2. ↑  .   [2023-03-27]. （原始内容存档于2023-06-15）.